# CENPC1
CENPC1‏ (Centromere protein C) هوَ بروتين يُشَفر بواسطة جين CENPC1 في الإنسان.